# 祖師禪林
祖師禪林，為一所專修祖師禪法的道場，乃聖嚴法師圓寂後，果如法師秉承家師遺志，弘揚漢傳祖師禪法，現正積極修建此座道場，目的在於透過禪修訓練和各式生活禪坊的學習，使得每個人都能活出自己的禪生命。

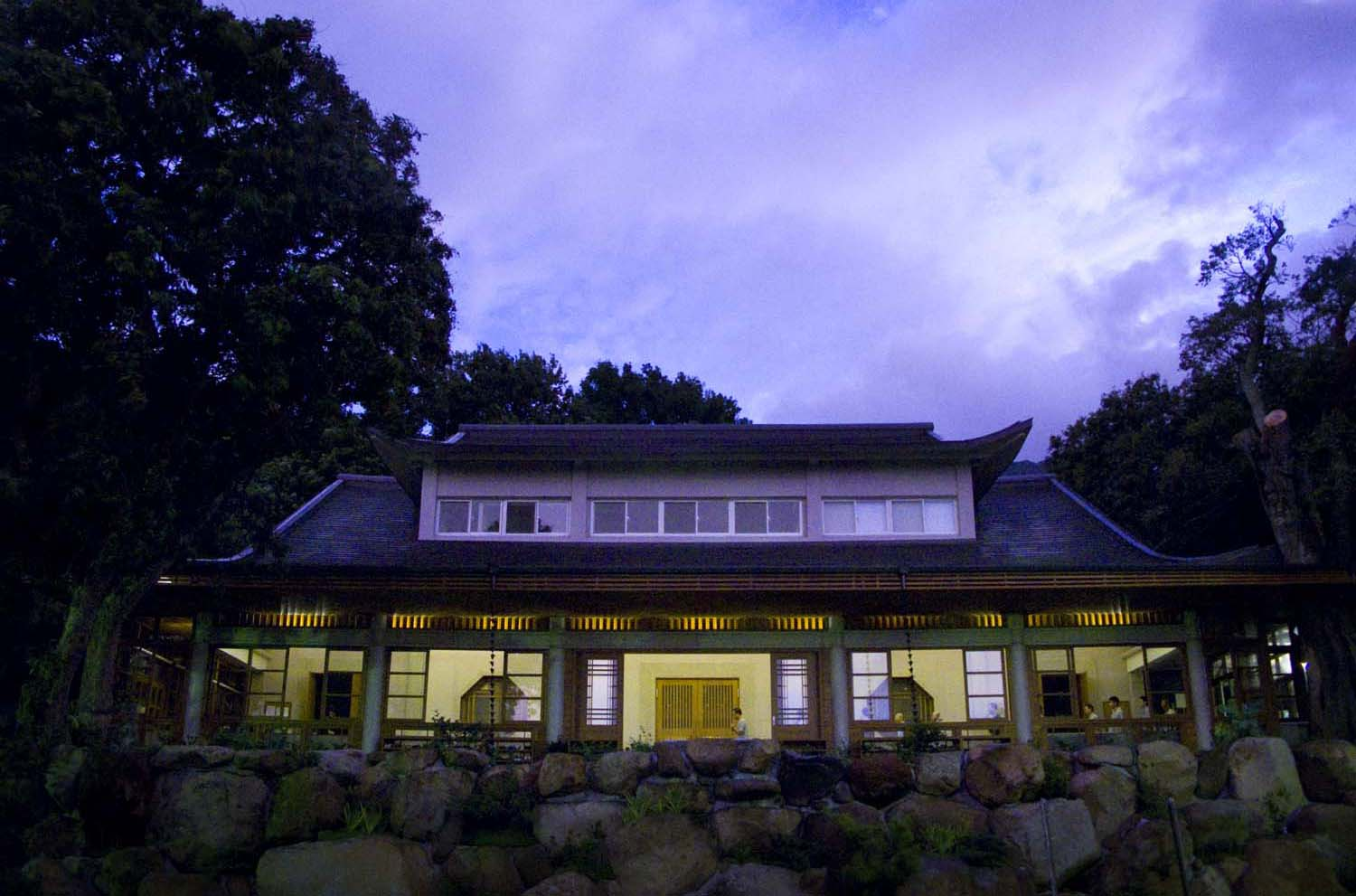
祖師禪林大殿前一景，位於台灣北投區陽明山山腳下。

## 方丈簡介
祖師禪林方丈果如法師，是法鼓山創辦人聖嚴法師的第一位出家弟子，也是聖嚴法師的傳法弟子，曾擔任法鼓山禪堂板首，以指導話頭禪最為著稱。 

果如法師1951年生於台灣，12歲即依止師公東初老人於中華佛教文化館。曾就讀東方佛學院（現佛光山佛學院），為台灣師範大學文學學士，美國喬治亞大學人文科學碩士。

果如法師在煮雲老和尚主法的精進佛七期間領悟身心體驗。在聖嚴法師祖師禪法的逼拶訓練之下，明白禪法是頓時具足、頓時圓滿。約在1978年間，聖嚴長老即領果如法師至祖堂禮祖，予以印證。弘法遍及台灣、大陸、馬來西亞、美國、加拿大。

果如法師指導禪修以棒喝齊下、機關盡出著稱，喝聲一起、香板一落，總教學人當下承擔無處閃躲。每逢禪期主法，即先言明香板教誡，果如法師自稱用在當用，該喫棒時，不以佛法做人情。

## 服務資訊

### 交通資訊
請搭乘捷運（淡水線）到北投站，跟著轉乘「小六」公車（約25分鐘一班）或計程車（車程約10分鐘）到復興三路198號，入口會見到祖師禪林標誌。

## 外部連結
- 祖師禪林 （页面存档备份，存于）

## 引用出處
- 果如法師，《念佛是誰？》，大千出版社。
- 果如法師，《禪門輕叩》，大千出版社。

## 資料來源
1. 1 2 3  果如法師：《禪門輕叩》，書扉頁，台北：大千出版社。
2. ↑   果如法師：《念佛是誰？》，書扉頁，台北：大千出版社。
3. ↑  果如法師：《念佛是誰？》，書扉頁，台北：大千出版社。